# Ruth von Scholley
Ruth von Scholley (* 16. Mai 1893 in Stuttgart; † 7. Februar 1969 ebenda) war eine deutsche Malerin.

## Bekannte Gemälde
Im Jahr 1925 malte Ruth von Scholley ein Porträt von Ludwig von Köhler, dem damaligen Rektor der Universität Tübingen für die dortige Professorengalerie.
Ein vermutlich durch von Scholley gemaltes Ölgemälde wurde 2012 von Gemälde- und Skulpturensammlung im Nürnberger Stadtmuseum Fembohaus bei einer Auktion erworben. Es handelt sich dabei um ein bis dahin unbekanntes Herrenporträt, das als Porträt von Carl Johannes Fuchs identifiziert wurde. Das Gemälde ist nicht signiert, es befindet sich lediglich eine kaum lesbare Beschriftung mit Bleistift auf der Gemälderückseite, die als „v. Scholley“ interpretiert werden kann. Das Schulterstück-Porträt zeigt Professor Fuchs in seiner Amtsrobe. Es wird vermutet, dass es aus einem ursprünglich größeren Format herausgeschnitten wurde.
Von Scholleys 51 × 61 cm großes Stilleben mit asiatischer Vase und Wackelpagode trägt auf der Rückseite ein Ausstellungsetikett des Württembergischen Kunstvereins.

## Rezeption
Beim Erstellen ihrer Grafiken und Malereien zeichnete sie sich durch ihre genaue Beobachtungsgabe insbesondere von Menschen aus.